# Ai Orikasa
Ai Orikasa  (折笠 愛?, Orikasa Ai), nata Kikue Orikasa (折笠 きく江?, Orikasa Kikue) (Tokyo, 12 dicembre 1963) è un'attrice, doppiatrice e cantante giapponese.
Lavora per la Production Baobab. La Orikasa è anche la doppiatrice giapponese di Jessica Rabbit in Chi ha incastrato Roger Rabbit, benché sia principalmente conosciuta per i ruoli di Pururun in Samurai per una pizza, Ryoko in Chi ha bisogno di Tenchi? e Quatre Raberba Winner in Mobile Suit Gundam Wing.

## Filmografia

### Serie televisive
- Beyblade - Max
- Beyblade 2002/V-Force - Max
- Beyblade G Revolution - Max
- Blue Seed - Ryoko Takeuchi
- Bullet/Bullet - Noa
- Captain Tsubasa Road to 2002 - Misugi Jun (young)
- Claymore - Galatea
- Demonbane - Nya
- Detective Conan - Mitsuhiko Tsuburaya (ep. 425-436 e film 10), Megure Midori, Seiji Asou/Narumi Asai, Medusa
- Excel Saga - Purin/Pudding
- Genki Bakuhatsu Ganbaruger - Kotaro Kirigakure
- Gravitation - Tohma Seguchi
- Hetalia: Axis Powers - Sealand
- InuYasha - Jakotsu
- Kidou Shinsengumi Moeyo Ken - Yuuko Kondou
- Kono Aozora ni Yakusoku o: Yōkoso Tsugumi Ryō e - Naoko Asakura
- Magical Project S as Ryoko
- Floral Magician Mary Bell - Ken
- Mermaid Forest - Isago
- Mobile Suit Gundam Wing - Quatre Raberba Winner
- Mobile Suit Victory Gundam - Fuala Griffon, Ness Husher
- Mojacko - Sorao Amano
- One Piece - Kozuki Momonosuke
- Planetes - Fee Carmichael
- PoPoLoCrois - Pietro
- Spicchi di cielo tra baffi di fumo - Romeo
- Saber Marionette J - Baiko
- Saber Marionette J to X - Baiko
- Sakura Wars - Ayame Fujieda
- Samurai per una pizza (Samurai Pizza Cats) - Pururun (Polly Esther)
- Shin Tenchi muyō! - Ryoko
- Super Robot Wars Original Generation: Divine Wars - Shiro e Levi Tolar/Mai Kobayashi
- Tenchi muyō! GXP - Ryoko
- Tenchi muyō! - Ryoko
- Utena la fillette révolutionnaire - Kanae Ohtori
- YuYu Hakusho - Shizuru Kuwabara, Koto

### OAV
- Angel Sanctuary - Alexiel
- Battle Skipper - Sayaka Kitaouji
- Blue Seed Beyond - Ryoko Takeuchi
- Fire Emblem - Mars (young)
- Gravitation: Lyrics of Love - Tohma Seguchi
- Mobile Suit Gundam Wing: Endless Waltz - Quatre Raberba Winner
- Kidou Shinsengumi Moeyo Ken - Yuuko Kondou
- Magical Girl Pretty Sammy - Ryoko
- Mobile Suit Gundam Wing: Operation Meteor - Quatre Raberba Winner
- Phantom - The Animation - Lizzie Garland
- Saber Marionette J Again - Baiko
- Saikano: Another Love Song - Mizuki
- Sakura Wars - Ayame Fujieda
- Sakura Wars: Sumire - Kaede Fujieda
- Super Robot Wars Original Generation: The Animation - Shiro e Mai Kobayashi/Levi Tolar
- Tales of Symphonia: The Animation - Genis Sage
- Tenchi muyō! Mihoshi Special - Ryoko
- Chi ha bisogno di Tenchi? - Ryoko/Zero
- Variable Geo - Jun Kubota

### Film
- Beyblade: The Movie - Max
- Chi ha bisogno di Tenchi? The movie - Memorie lontane - Ryoko
- Chi ha bisogno di Tenchi? The movie - Tenchi muyo in love - Ryoko
- Chi ha bisogno di Tenchi? The movie - La vigilia dell'estate - Ryoko
- Detective Conan: Il fantasma di Baker Street - Hiroki Sawada
- Doraemon: Nobita's Winged Heroes - Mom Gusuke
- Mobile Suit Gundam Wing: Endless Waltz ~Special Edition~ - Quatre Raberba Winner
- Floral Magician Mary Bell: The Key of Phoenix - Ken
- One Piece: Il tesoro del re - Mobambi
- Sakura Wars - Il film - Kaede Fujieda

### Videogiochi
- Another Century's Episode 2 - Quatre Raberba Winner
- Astal - Astal
- Cyber Troopers Virtual-On Marz - Silvie Fang e SHBVD Sergeant Leddon
- Daraku Tenshi: The Fallen Angels - Yuiren
- Dissidia Final Fantasy: Opera Omnia - Freya Crescent
- Dragon Force II: Kamisarishi Daichi ni - Dora, Scythe
- Far East of Eden: Kabuki Klash - Yagumo
- Final Fantasy XIV: Heavensward - Igeyorhm
- Fire Emblem Heroes - Ayra
- Granblue Fantasy - Lady Grey
- Infinity Strash - Dragon Quest: The Adventure of Dai - Leira
- Magical Drop F: Daibōken Mo Rakujyanai! - Empress, Daughter Strenght
- Makai Kingdom: Chronicles of the Sacred Tome - Salome
- Mega Man 8 - Mega Man
- Mega Man Battle & Chase - Mega Man
- Musashi: Samurai Legend - Clochette
- Namco × Capcom - Saya, 99
- One Piece: Pirate Warriors 4 - Kozuki Momonosuke
- Project Justice: Rival Schools 2 - Zaki
- Project X Zone - Saya, Ayame Fujieda
- Project X Zone 2 - Saya, Tarosuke
- Rumble Roses - Dr. Anesthesia/Dr. Cutter
- Rumble Roses XX - Dr. Anesthesia/Dr. Cutter
- Sakura Wars - Ayame Fujieda
- Sakura Wars: In Hot Blood - Ayame Fujieda
- Super Adventure Rockman - Mega Man
- Super Robot Wars Alpha - Shiro e Levi Tolar
- Super Robot Wars Alpha 3 - Mai Kobayashi
- Super Robot Wars Complete Box - Shiro
- Super Robot Wars 4S - Shiro
- Super Robot Wars F - Shiro
- Super Robot Wars F Final - Shiro
- Super Robot Wars OG Saga: Endless Frontier - Saya
- Super Robot Wars OG Saga: Endless Frontier EXCEED - Saya
- Super Robot Wars Original Generations - Shiro e Mai Kobayashi/Levi Tolar
- Super Robot Wars Original Generations Gaiden - Shiro e Mai Kobayashi
- Tales of Symphonia - Genis Sage
- Tales of the World: Radiant Mythology - Genis Sage
- Tales of Symphonia: Dawn of the New World - Genis Sage
- Tales of the Rays - Genis Sage
- Tales of Crestoria - Genis Sage
- Tokimeki Memorial Girl's Side - Tsukushi
- Valkyrie Profile - Aimee, Genevieve, Clair, Miriya and J.D. Warris
- Valkyrie Profile: Lenneth - Aimee, Genevieve, Clair, Miriya e J.D. Warris

## Discografia selezionata
- Shukujo Choutokkyu [淑女超特級]
- Moonlight Café
- Room Service
- Mitsumete [みつめて]
- I
- Truth
- LeTTer
- BREATH
- Popolocrois Monogatari